# Johann Baptist Keune

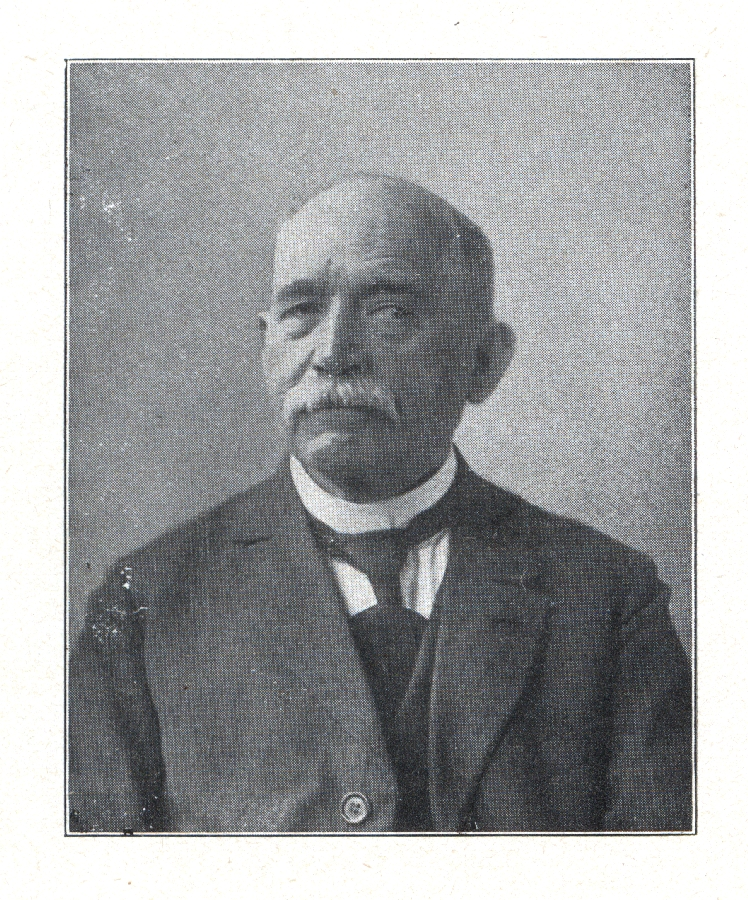
Johann Baptist Keune

Johann Baptist Keune (* 27. November 1858 in Trier; † 12. Januar 1937 ebenda) war ein deutscher Lehrer, Museumsdirektor und Altertumsforscher.

## Leben
Johann Baptist Keune studierte Altertumswissenschaften in Marburg, Bonn und Wien. Von 1889 bis 1892 arbeitete er in Trier als Gymnasiallehrer und als freiwilliger Hilfsarbeiter im Provinzialmuseum. 1883 ging er als Oberlehrer an das Gymnasium in Metz-Montigny, wo er bis 1899 lehrte. Bereits 1896 wurde er zudem nebenamtlicher Leiter des Metzer Museums, seit 1899 war er hauptamtlicher Museumsdirektor. 1906 erhielt Keune den Professorentitel. Während des Ersten Weltkrieges war er Kunstschutzbeauftragter zwischen Maas und Vogesen. Nach dem Krieg wurde er 1919 von der neuen französischen Verwaltung ausgewiesen. In den Folgejahren war Keune ehrenamtlicher Mitarbeiter im Provinzialmuseum Trier und in der Gesellschaft für nützliche Forschungen zu Trier, deren Mitglied er seit 1891 war. Seit 1923 betreute er die gemeinsame Bibliothek. Von 1926 bis zu seinem Tod war er Vorstandsmitglied der Gesellschaft. Seit 1929 war er Ehrenmitglied des Vereins Trierisch. Er steuerte über 1500 Artikel zu Paulys Realencyclopädie der classischen Altertumswissenschaft (RE) bei.
Nach ihm sind in Trier der Keuneweg (seit 1959) und die Keune-Grundschule im Stadtteil Kürenz benannt.

## Veröffentlichungen (Auswahl)
- Metz. Ein Rundgang durch die Stadt unter besonderer Berücksichtigung ihrer Geschichte und Sammlungen. Lupus, Metz 1907.
- Metz, seine Umgebung, und die Schlachtfelder bei Metz. Führer für die Teilnehmer an der Generalversammlung der Katholiken Deutschlands. Even, Metz 1913.
- Pfalzel an der Mosel. Geschichte und Führer. Hoffmeister, Trier 1927.
- mit R. P. Weber: Führer durch Trier und seine Kirchen mit ihren Heiligtümern. Paulinus-Druckerei, Trier 1933 (auch englische, französische und niederländische Ausgaben).